# Wessington Springs
Wessington Springs is een plaats (city) in de Amerikaanse staat South Dakota, en valt bestuurlijk gezien onder Jerauld County.

## Demografie
Bij de volkstelling in 2000 werd het aantal inwoners vastgesteld op 1011.
In 2006 is het aantal inwoners door het United States Census Bureau geschat op 889, een daling van 122 (-12,1%).

## Geografie
Volgens het United States Census Bureau beslaat de plaats een oppervlakte van
4,6 km², geheel bestaande uit land. Wessington Springs ligt op ongeveer 509 m boven zeeniveau.

## Plaatsen in de nabije omgeving
De onderstaande figuur toont nabijgelegen plaatsen in een straal van 32 km rond Wessington Springs.